# Paranam
Paranam ist ein Ort in der Republik Suriname, im Distrikt Para, am linken Ufer des Suriname gelegen. Er hatte 1977 ca. 1800 Einwohner.

## Gründung
Paranam wurde Ende der 1930er Jahre als Bergwerksdorf durch die Suriname Aluminium Company (Suralco) auf ehemaligen Plantagenflächen gegründet. In den 1960er Jahren wurden hier eine Tonerdefabrik und eine Aluminiumhütte errichtet und aus dem Bergwerksdorf wurde ein Fabrikstädtchen mit dem größten industriellen Komplex von Suriname.
Über eine 70 km lange Hochspannungsleitung an Aluminiummasten wird die elektrische Energie vom Wasserkraftwerk (Brokopondo-Stausee) in Afobaka nach Paranam transportiert und dort mit Energie aus einer Turbinenzentrale ergänzt.
Der Ort verfügt über Fabrikswohnungen, Einzelhandelsgeschäfte, Sportstätten (u. a. Schwimmbäder) und einen medizinischen Dienst.

## Aluminiumhütte
Der Mutterkonzern von Suralco, die Alcoa Corporation beendete 2017 ihre Bauxitproduktion in Suriname und schloss den Komplex in Paranam.